# جمعة كلارنس
جمعة كلارنس (بالإنجليزية: Juma Clarence)‏ (17 مارس 1989 في ترينيداد وتوباغو - ) هو لاعب كرة قدم ترينيداد وتوباغو في مركز الهجوم. شارك مع منتخب ترينيداد وتوباغو لكرة القدم. أما مع النوادي، فقد لعب مع أوفتاس سبور وكاليدونيا إي آي إي وUnited Petrotrin F.C. ‏.

## وصلات خارجية
- جمعة كلارنس على موقع الاتحاد الدولي (مؤرشف)  (الإنجليزية)
- جمعة كلارنس على موقع اتحاد تركيا (لاعب) (الإنجليزية)
- جمعة كلارنس على موقع قاعدة بيانات كرة القدم.إي يو (الإنجليزية)
- جمعة كلارنس على موقع ناشيونال فوتبول تيمز (الإنجليزية)